# Gassino Torinese
Gassino Torinese (piemontesisch Gasso) ist eine Gemeinde in der italienischen Metropolitanstadt Turin (TO), Region Piemont.

## Lage und Einwohner

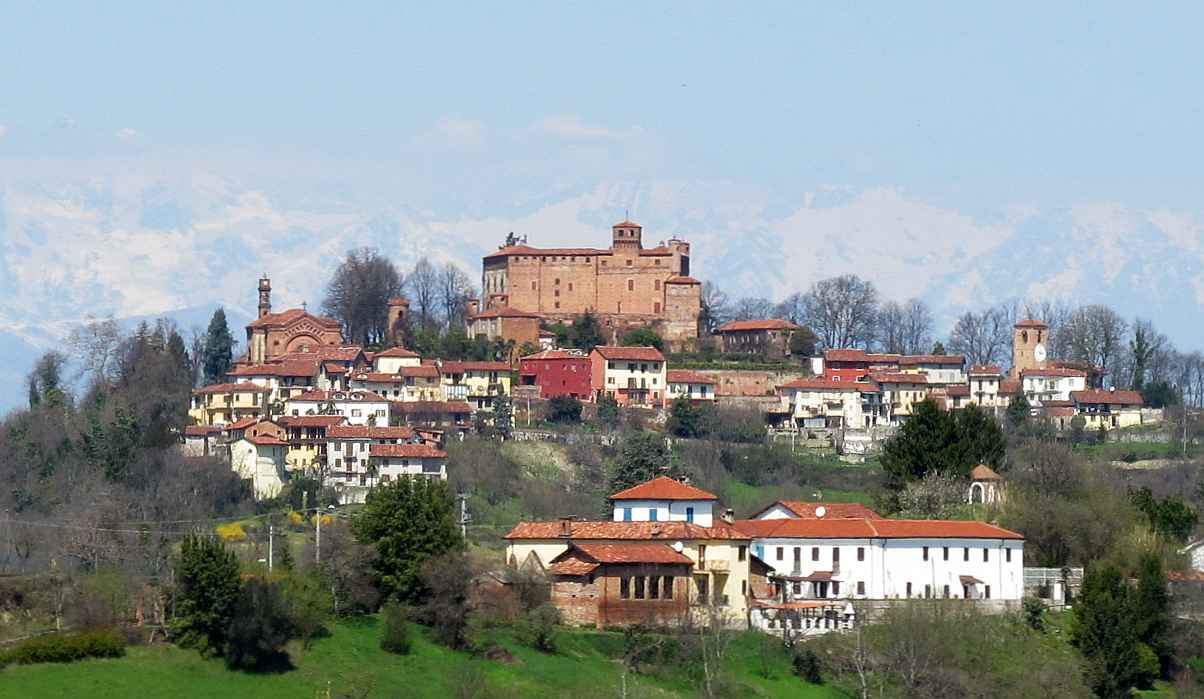
Panorama von der Fraktion Bardassano

Gassino Torinese liegt 16 km nordöstlich von Turin am Po. Das Gemeindegebiet umfasst eine Fläche von 20 km² und hat 9254 Einwohner (Stand 31. Dezember 2023). Zur Gemeinde gehören die beiden Fraktionen Bardassano und Bussolino.
Die Nachbargemeinden sind Settimo Torinese, San Raffaele Cimena, Rivalba, Castiglione Torinese, Sciolze, Pavarolo und Montaldo Torinese.

## Geschichte
Der Ortsname ist seit 1191 als „Gaxen“ bezeugt, gefolgt von den Formen „Gazzinus“ von 1266 und „Gaxinus“. Die Etymologie liegt im Personennamen Agazzo von Acatius und nicht im keltischen Wort „cassanus“, „cassinus“ mit der Bedeutung „Eiche“. Die Determinante besteht aus dem eindeutig abgeleiteten Adjektiv. 
Seine Ursprünge sind ungewiss, einige Hinweise könnten auf eine römische Abstammung hinweisen, andere hingegen legen seine Entstehung im Mittelalter zur Zeit der ostgotischen, lombardischen und fränkischen Invasionen fest. Ein Dokument aus dem Jahr 1010 bezeugt den politisch-religiösen Einfluss des Bischofs Landolfo von Turin auf das Gebiet, der dieses Land Alberico, einem seiner treuesten, schenkte. Die Feudalherren, die die heute verschwundenen Burgen von Ostero auf dem Hügel von San Grato, Poloseda, auch bekannt als La Motta, und Polmoncello auf dem Hügel des Weilers Trinità errichteten, werden normalerweise auf letzteren zurückgeführt.
Zur Zeit des Kampfes zwischen der Gemeinde und dem Reich wurde es vom Kaiser Federico Barbarossa dem Markgrafen Guglielmo di Monferrato geschenkt. Anschließend gelangte es unter die Herrschaft des Markgrafen von Saluzzo, dann unter die der Acaia und schließlich im Jahr 1418 unter die der Savoyer. Seitdem weist seine Geschichte keine nennenswerten Ereignisse mehr auf und folgt den Ereignissen der Savoyer-Dynastie.
Bardassano und Bussolino wurden 1928 mit Gassino zusammengelegt. 